# Colección Arqueológica de Titorea
La Colección Arqueológica de Titorea es una colección o museo de Grecia ubicada en la ciudad de Titorea, en Grecia Central.
Esta colección se fundó en 1986, por iniciativa de la fundación Evangelos Yalouris. Se expone en un edificio tradicional de dos plantas que fue rehabilitado en 2002.

## Colecciones
La colección del museo comprende objetos procedentes de excavaciones arqueológicas de la zona que abarcan periodos comprendidos entre la época arcaica y la época romana. 
Entre los objetos expuestos se hallan elementos arquitectónicos, columnas funerarias e inscripciones epigráficas.